# Тимошенко Леонід Володимирович
Леоні́д Володи́мирович Тимоше́нко (нар. 1 червня 1955, Потіївка, Житомирська область) — український історик, кандидат історичних наук (1988), професор (2005), декан історичного факультету Дрогобицького педагогічного університету імені Івана Франка. Член Українського геральдичного товариства (від 2001), Наукового товариства імені Шевченка у Львові, Українського історичного товариства, Товариства дослідників Волині, Науково-культурологічного товариства Бойківщина. Доктор історичних наук (2021).

## Життєпис
1983 року закінчив історичний факультет Київського державного університету імені Тараса Шевченка. 1988 року закінчив аспірантуру, 1997 — докторантуру при Київському державному університеті імені Тараса Шевченка.
Від 1983 року працює в Дрогобицькому державному педагогічному університеті імені Івана Франка. Від 1 жовтня 2005 — декан історичного факультету, 1997—2006 рр. — завідувач кафедри всесвітньої історії, від 1 вересня 2006 по вересень 2020 року — завідувач кафедри методики історії та спеціальних історичних дисциплін.
Автор понад 200 наукових та навчально-методичних праць, близько 50 науково-популярних краєзнавчих розвідок. Отримав відзнаку «За заслуги перед містом Дрогобич» (червень 2025).
У 2021 році на спецраді Інституту української археографії та джерелознавства ім. М. С. Грушевського НАНУ захистив докторську дисертацію «Руська релігійна культура Вільна. Осередки. Література та книжність (XVI — перша третина XVII ст.)», спеціальність — 07.00.02. Всесвітня історія.

## Сфера наукових зацікавлень
Сфера наукових інтересів — історія церкви 16-18 століть, історія Дрогобича, краєзнавство Київського Полісся, спеціальні історичні дисципліни (архівознавство, сфрагістика, геральдика, генеалогія, родоводи).

## Доробок
Монографії
- Книжкова культура Дрогобича першої половини ХХ ст.: два рідкісних видання 1913 і 1928 рр. // Альманах бібліофілів. Книга І / Упор. Є. Пшеничний. — Дрогобич: Коло, 2015. — С. 351—359
- Берестейська унія 1596 р. [Архівовано 7 квітня 2020 у Wayback Machine.] Навчальний посібник.  Дрогобич: Коло, 2004. — 197 с. ISBN 966-7996-81-6
- «З історії уніатської церкви на Київщині (XVI — XIX ст.)» (Київ, 1997).
- «Потіївка та її околиці в XVI—XIX ст. [Архівовано 16 жовтня 2020 у Wayback Machine.]». Дрогобич: Коло, 2000. — 74 c.
- «Бібліографія Дрогобича» (Дрогобич, 2002).
- «Нариси з історії давнього Дрогобича» (Дрогобич, 2003).
- Нариси з історії Потіївки та її околиць в XVII-ХХ ст [Архівовано 11 серпня 2016 у Wayback Machine.]. Дрогобич: Коло, 2005
- «Феномен Берестейської унії (XVI — початок XVII ст.)» (Дрогобич: Коло, 2024).

Статті
- Радомишльський архів уніатських митрополитів // Записки Наукового Товариства Шевченка / Комісія спеціальних історичних дисциплін. — Львів, 2000. — Т. 240. — С. 72—85;
- Василіянські життєписи [[митрополитів Михайла Рагози, Іпатія Потія та Йосифа Рутського з Віленського монастиря Святої Трійці /]]/ Дрогобицький краєзнавчий збірник. — Дрогобич, 2001. — Випуск V. — С.97—109.
- Осецька шляхта: причинки до історії давнього поліського роду // Генеалогічні записки Українського геральдичного товариства. — Біла Церква, 2001. — Ч. 2. — С. 89-98.
- Архів уніятських митрополитів: до історії вивезення з України // Київська Церква. Альманах християнської думки / Видання ЧСВВ. — Львів, 2001. — № 2-3 (13-14). — С.157-159.
- Архіви уніатської церкви — джерельна база дослідження краєзнавства Правобережжя XVI—XVIII ст. // Студії з архівної справи та документознавства. — К., 2003. — Т. 10. — С.12-16.
- Життєпис та діяльність Перемишльського єпископа Михайла Копистенського // Київська старовина. Науковий історико-філологічний журнал. — К., 2003. — № 1. — С. 132—156.
- Нові джерельні свідчення про герб Дрогобича // Дрогобицький краєзнавчий збірник. — Дрогобич, 2004. — Випуск VIII. — С. 414—423.
- Єпископ Кирило Терлецький: родовід і початок духовної кар'єри [Архівовано 20 серпня 2019 у Wayback Machine.] // Дрогобицький краєзнавчий збірник. — Випуск ІХ. — Дрогобич, 2005. — С. 202—213.
- Архів греко-католицьких митрополитів // Українська архівна енциклопедія. — А-Г. Робочий зошит. — К., 2006. — С. 46-47.
- Архів уніатських митрополитів // Українська архівна енциклопедія. — А-Г. Робочий зошит. — К., 2006. — С. 65-67.
- Тернопільське братство Різдва Христового у світлі маловідомих та нововіднайдених джерел (друга половина XVI—XVII ст.) Україна: культурна спадщина, національна свідомість, державність: Зб. наук. пр. — Львів: Інститут українознавства ім. І. Крип'якевича НАН України, 2011. — Вип. 20. — С. 669—682.
- Князь В.-К. Острозький і укладення Берестейської унії / Л. Тимошенко // Наукові записки. Історичні науки / Національний університет «Острозька академія». — Вип. 13. — Острог, 2008. — С. 105—127
- Виняткова роль князя В.-К. Острозького в православній церкві (формування уявлень, східна еклезіальна ідентичність та магнатська протекція в умовах річпосполитського права патронату). Дрогобицький краєзнавчий збірник. — Вип. ХІІІ. — Дрогобич, 2009. — С. 53-77.
- Криза церковного життя Київської православної митрополії наприкінці XVI ст.: інтерпретації істориків і свідчення джерел // ДКЗ. — Т.ХІ-ХІІ. — Дрогобич, 2008. — С. 96-116.
- Нові джерельні свідчення про герб Дрогобича // Дрогобицький краєзнавчий збірник. — Вип.VIII. — Дрогобич, 2004. — С.414-423.
- Парафіальне і братське самоврядування Київської митрополії в добу Берестейської унії (друга половина XVI—XVII ст.) // Urzędy państwowe, organy samorządowe i kościelne oraz ich kancelarie na polsko-ruskim pograniczu kulturowym i etnicznym w okresie od XV do XIX wieku. Materiały polsko-ukraińskiej konferencji naukowej w Okunince koło Włodawy 10-12 września 2007 r. / Pod. red. H. Gmiterka i J. Łosowskiego. — Kraków: Avalon, 2010. — S. 321—345.
- Православний схід Європи в описах італійського гуманіста Джованні Ботеро (кінець XVI ст.) // Res Historyka / Uniwersytet Marii Curie-Skłodowskiej / Pod red. H. Gmitereka. — T. 27. — Lublin, 2009. — S. 31-41.
- Програма братств з реформування Церкви кінця XVI — початку XVII століття // Слово: релігійно-суспільний часопис Дрогобицької Духовної Семінарії. — 2011. — № 2 (46), червень-серпень. — С. 47-49.
- Радомишльський архів уніатських митрополитів // Записки Наукового Товариства Шевченка / Комісія спеціальних історичних дисциплін. — Т.240. — Львів, 2000. — С.72-85.
- Резиденція Київських митрополитів в Радомишлі на Київщині (до історії структур Унійної Церкви у XVIII ст.) // Архів Української Церкви. — Серія 1. Дослідження. — Вип. 1: Історія унії на Київщині 1596—1839 років / Відп. ред. М. І. Обушний. — Київ, 2011. — С. 203—250.
- Руські церкви/парафії в конфесійній структурі і сакральній топографії багатокультурного Дрогобича (XVI—XVIII ст.) // Fasciculi Musei Regionalis Brzozoviensis. — Nr 4. — Brzozów, 2009. — S. 51-63.
- Ставропігія церковних братств у контексті Берестейської унії. Історіографічний аспект // Confraternitas. Ювілейний збірник на пошану Ярослава Ісаєвича / Відп. редактор М.Крикун. — Львів, 2006—2007 (Україна: культурна спадщина, національна свідомість, державність. Збірник наук. праць. Вип. 15 / Інститут українознавства ім. І. Крип'якевича НАН України). — С. 250—267).
- Тернопільське братство Різдва Христового у світлі маловідомих та нововіднайдених джерел (друга половина XVI—XVII ст.) // Actes testantibus. Ювілейний збірник на пошану Леонтія Войтовича / Україна: культурна спадщина, національна свідомість, державність. — Вип. 20. — Львів, 2011. — С. 669—682.
- Традиція і практики поминання померлих у Київській митрополії в другій половині XVI — першій половині XVII ст.: внесок церковних братств // ДКЗ. — Вип. XIV—XV. — Дрогобич, 2011. — С. 116—132.
- Урядницька еліта Дрогобича періоду австрійського урядування // ДКЗ. — Вип. XIV—XV. — Дрогобич, 2011. — С. 530—584.
- Ярослав Ісаєвич: «Настала пора розповісти і про це» (всесвітньо відомий вчений і дрогобицький науковий осередок) // ДКЗ. — Вип. XIV—XV. — Дрогобич, 2011. — С. 602—616.